# 35 Ilir
35 Ilir is een bestuurslaag in het regentschap Palembang van de provincie Zuid-Sumatra, Indonesië. 35 Ilir telt 11.065 inwoners (volkstelling 2010).